# Lotta ai XVIII Giochi del Mediterraneo
I tornei di lotta ai XVIII Giochi del Mediterraneo di Tarragona 2018 si sono svolti dal 24 al 27 giugno 2018 presso il Pabellón de Vila-seca, in Catalogna, in Spagna.
Le discipline previste sono state la lotta libera, con nove categorie complessive (4 maschili e 5 femminili), a cui si aggiungono cinque tornei di lotta greco-romana tutti maschili.

## Calendario
Il calendario delle gare è stato il seguente:
| ● | Finali |

| Giugno/Luglio |    |    |    |    |    |    |    |    |    |
| 22            | 23 | 24 | 25 | 26 | 27 | 28 | 29 | 30 | 1º |
|               |    | ●  | 5  | 4  | 5  |    |    |    |    |

## Podi

### Uomini
| Evento                  | Oro                      | Argento           | Bronzo                                |
| Lotta greco-romana      |                          |                   |                                       |
| fino a 60 kg (dettagli) | Haitham Mahmoud          | Elçin Ali         | Ivan Lizatović Léo Tudezca            |
| fino a 67 kg (dettagli) | Yasin Ozay               | Mohamed El-Sayed  | Murat Fırat Abdwlkarim Alhasan        |
| fino a 77 kg (dettagli) | Yunus Emre Başar         | Davor Štefanek    | Artak Margaryan Božo Starčević        |
| fino a 87 kg (dettagli) | Metehan Başar            | Bachir Sidazara   | Vladimir Stankić Dimitrios Tsekeridis |
| fino a 97 kg (dettagli) | Mélonin Noumonvi         | Adem Boudjemline  | Ahmed Hassan Ali Mihail Kadžaja       |
| Lotta libera            |                          |                   |                                       |
| fino a 65 kg (dettagli) | Selahattin Kılıçsallayan | David Habat       | Stevan Mićić Ilman Mukhtarov          |
| fino a 74 kg (dettagli) | Frank Chamizo            | Samy Moustafa     | Dejan Mitrov Muhammet Demir           |
| fino a 86 kg (dettagli) | Ahmet Bilici             | Akhmed Aibuev     | Taimuraz Friev                        |
| fino a 97 kg (dettagli) | Magomedgadji Nurov       | Simone Iannattoni | Hosam Merghany Yunus Emre Dede        |

### Donne
| Evento                  | Oro                  | Argento        | Bronzo           |
| Lotta libera            |                      |                |                  |
| fino a 50 kg (dettagli) | Evin Demirhan        | Julie Sabatié  | Aintzane Gorria  |
| fino a 53 kg (dettagli) | Maria Prevolaraki    | Aysun Erge     | Hilary Honorine  |
| fino a 57 kg (dettagli) | Bediha Gün           | Carola Rainero | Graciela Sánchez |
| fino a 62 kg (dettagli) | Elif Jale Yeşilırmak | Marwa Amri     | Sara Da Col      |
| fino a 68 kg (dettagli) | Buse Tosun           | Dalma Caneva   | Samar Hamza      |

## Medagliere
| Posizione | Paese     | Oro | Argento | Bronzo | Totale |
| --------- | --------- | --- | ------- | ------ | ------ |
| 1         | Turchia   | 8   | 2       | 3      | 13     |
| 2         | Francia   | 2   | 2       | 4      | 8      |
| 3         | Italia    | 1   | 3       | 1      | 5      |
| 4         | Egitto    | 1   | 2       | 3      | 6      |
| 5         | Grecia    | 1   | 0       | 1      | 2      |
| 5         | Macedonia | 1   | 0       | 1      | 2      |
| 7         | Algeria   | 0   | 2       | 0      | 2      |
| 8         | Serbia    | 0   | 1       | 3      | 4      |
| 9         | Slovenia  | 0   | 1       | 0      | 1      |
| 9         | Tunisia   | 0   | 1       | 0      | 1      |
| 11        | Spagna    | 0   | 0       | 3      | 3      |
| 12        | Croazia   | 0   | 0       | 2      | 2      |
| 13        | Siria     | 0   | 0       | 1      | 1      |
| Totale    | Totale    | 14  | 14      | 22     | 50     |